# Acer foveolatum
Acer foveolatum là một loài thực vật có hoa trong họ Bồ hòn. Loài này được C.Y.Wu mô tả khoa học đầu tiên năm 1983.